# Lago Melzer (Waren)
El lago Melzer (en alemán: Melzersee) es un lago situado en el distrito de Llanura Lacustre Mecklemburguesa, en el estado de Mecklemburgo-Pomerania Occidental (Alemania), a una altitud de 63 metros; tiene un área de 12.9 hectáreas.
Está ubicado junto a la ciudad de Waren y el lago Müritz, el mayor de Alemania, y unido a través de un canal con el lago Tiefwaren.